# Tau Ophiuchi
Tau Ophiuchi (τ Ophiuchi , förkortat Tau Oph, τ Oph) som är stjärnans Bayerbeteckning, är en multippelstjärna belägen i den östra delen av stjärnbilden Ormbäraren. Den har två huvudkomponenter med skenbar magnitud på 5,24 respektive 5,94 och är svagt synlig för blotta ögat. Baserat på parallaxmätning inom Hipparcosuppdraget på ca 19,5 mas, beräknas den befinna sig på ett avstånd av ca 167 ljusår (51 parsek) från solen.

## Egenskaper
Båda huvudkomponenterna i Tau Ophiuchi är gulvita stjärnor i huvudserien av spektralklass F2V (A) respektive F5V (B). Tau Ophiuchi A har en massa som är 1,5 gånger solens massa och utsänder från dess fotosfär drygt 3 gånger mera energi än solen vid en effektiv temperatur på ca 6 680 K.
De två huvudkomponenterna kretsar kring varandra med en period av 257 år och excentricitet omkring 0,77. Tau Ophiuchi A rapporteras som ett spektroskopisk dubbelstjärna med en mindre stjärna på 0,29 solmassor som kretsar kring den med en omloppstid på 186 dygn. Ytterligare en komponent, C, har en separation av 100,8 bågsekunder och en skenbar magnitud på 11,28.